# Jaylen Nowell
Jaylen Clinton Andrew Nowell (Seattle, 9 luglio 1999) è un cestista statunitense.

## Carriera
Dopo due stagioni trascorse con i Washington Huskies, nel 2019 si dichiara eleggibile per il Draft NBA, venendo chiamato con la 43ª scelta assoluta dai Minnesota Timberwolves.

## Statistiche

### NCAA
| Anno      | Squadra            | PG | PT | MP   | TC%  | 3P%  | TL%  | RP  | AP  | PRP | SP  | PP   |
| --------- | ------------------ | -- | -- | ---- | ---- | ---- | ---- | --- | --- | --- | --- | ---- |
| 2017-2018 | Washington Huskies | 34 | 32 | 32,5 | 45,1 | 35,1 | 80,0 | 4,0 | 2,7 | 1,1 | 0,3 | 16,0 |
| 2018-2019 | Washington Huskies | 36 | 36 | 34,4 | 50,2 | 44,0 | 77,9 | 5,3 | 3,1 | 1,3 | 0,3 | 16,2 |
| Carriera  | Carriera           | 70 | 68 | 33,5 | 47,6 | 39,6 | 78,9 | 4,6 | 2,9 | 1,2 | 0,3 | 16,1 |

#### Massimi in carriera
- Massimo di punti: 32 (2 volte)[4]
- Massimo di rimbalzi: 12 vs Utah (10 gennaio 2019)
- Massimo di assist: 7 vs Eastern Washington (27 novembre 2018)
- Massimo di palle rubate: 6 vs Providence (16 novembre 2017)
- Massimo di stoppate: 3 vs Bethune-Cookman (19 dicembre 2017)
- Massimo di minuti giocati: 44 vs Oregon State (10 febbraio 2018)

### NBA

#### Regular season
| Anno      | Squadra            | PG  | PT | MP   | TC%  | 3P%  | TL%  | RP  | AP  | PRP | SP  | PP   |
| --------- | ------------------ | --- | -- | ---- | ---- | ---- | ---- | --- | --- | --- | --- | ---- |
| 2019-2020 | Minnesota T'wolves | 15  | 0  | 10,1 | 35,8 | 11,5 | 94,1 | 0,9 | 1,3 | 0,2 | 0,1 | 3,8  |
| 2020-2021 | Minnesota T'wolves | 42  | 0  | 18,1 | 42,4 | 33,3 | 81,8 | 2,3 | 1,5 | 0,5 | 0,3 | 9,0  |
| 2021-2022 | Minnesota T'wolves | 62  | 1  | 15,7 | 47,5 | 39,4 | 78,3 | 2,0 | 2,1 | 0,4 | 0,2 | 8,5  |
| 2022-2023 | Minnesota T'wolves | 65  | 2  | 19,3 | 44,8 | 28,9 | 77,8 | 2,6 | 2,0 | 0,6 | 0,1 | 10,8 |
| 2023-2024 | Memphis Grizzlies  | 9   | 1  | 17,3 | 40,0 | 17,4 | 100  | 1,6 | 1,8 | 0,3 | 0,0 | 5,7  |
| 2023-2024 | Detroit Pistons    | 4   | 0  | 14,5 | 52,2 | 33,3 | 66,7 | 2,5 | 0,8 | 0,3 | 0,5 | 7,5  |
| Carriera  | Carriera           | 197 | 4  | 17,0 | 44,6 | 31,7 | 79,8 | 2,2 | 1,8 | 0,5 | 0,2 | 8,9  |

#### Play-off
| Anno     | Squadra            | PG | PT | MP   | TC%  | 3P%  | TL%  | RP  | AP  | PRP | SP  | PP  |
| -------- | ------------------ | -- | -- | ---- | ---- | ---- | ---- | --- | --- | --- | --- | --- |
| 2022     | Minnesota T'wolves | 1  | 0  | 12,0 | 30,0 | 0,0  | -    | 0,0 | 1,0 | 1,0 | 0,0 | 6,0 |
| 2023     | Minnesota T'wolves | 5  | 0  | 12,4 | 23,1 | 33,3 | 50,0 | 1,0 | 0,6 | 0,0 | 0,0 | 3,2 |
| Carriera | Carriera           | 6  | 0  | 12,3 | 25,0 | 21,4 | 50,0 | 0,8 | 0,7 | 0,2 | 0,0 | 3,7 |

#### Massimi in carriera
- Massimo di punti: 30 vs Utah Jazz (8 febbraio 2023)[5]
- Massimo di rimbalzi: 9 vs San Antonio Spurs (24 ottobre 2022)
- Massimo di assist: 7 vs Oklahoma City Thunder (9 marzo 2022)
- Massimo di palle rubate: 3 (5 volte)
- Massimo di stoppate: 2 (3 volte)
- Massimo di minuti giocati: 35 vs Boston Celtics (27 dicembre 2021)